# Leptoseris yabei

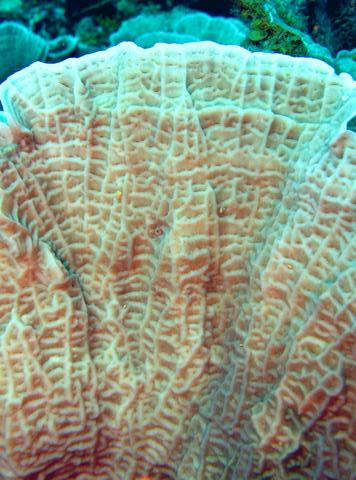
Detalle de pliegues radiales y horizontales de la colonia.

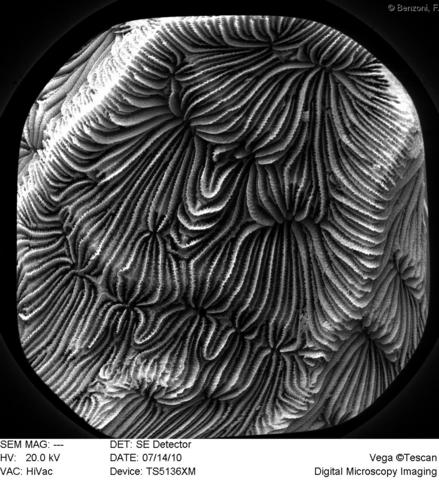
Coralitos en el corallum de L. yabei, fotografiados mediante microscopio digital.

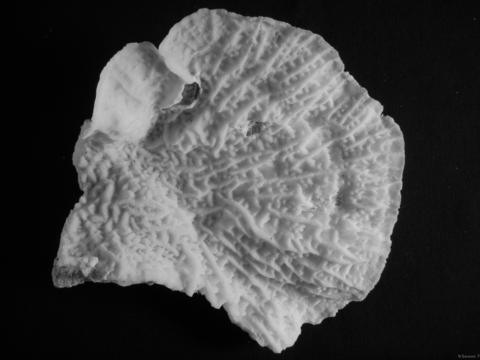
Corallum de L. yabei

Leptoseris yabei es una especie de coral de la familia Agariciidae, perteneciente al grupo de los corales duros del orden Scleractinia.
Su nombre común en inglés es porcelan coral, o coral porcelana, debido a la apariencia vidriosa y brillante de sus colonias.

## Morfología
La morfología de las colonias es en platos laminares, en círculos dispuestos en niveles diferentes o en forma de vasos. Las hojas tienen pliegues que radian desde el centro hacia el margen, mientras que los pliegues más pequeños, discurren en paralelo al margen de las hojas. En las partes más viejas de las colonias, pueden presentar uno o dos cálices de coralitos encerrados en los pliegues.
Los coralitos se sitúan entre las crestas de los pliegues radiales, en sus cálices; los septo-costae están más espaciados que en la mayoría de las especies del género, aunque los órdenes inferiores de septos se les unen fuera de los centros, produciendo un patrón característico septo-costal.
Generalmente de color marrón pálido o amarillento, y, en ocasiones, con los márgenes de las colonias en tonos pálidos o blancos. Las colonias pueden exceder un metro de tamaño.

## Hábitat y distribución
Su distribución geográfica comprende las aguas tropicales del océano Indo-Pacífico, desde África oriental y el mar Rojo, hasta el Pacífico central. Es especie nativa de Arabia Saudí, Australia, Camboya, Egipto, Eritrea, Filipinas, Fiyi, India, Indonesia, Israel, Japón, Jordania, Kiribati, Madagascar, Malasia, Maldivas, islas Marshall, Micronesia, Nauru, Nueva Caledonia, Palaos, Papúa Nueva Guinea, islas Salomón, Samoa, Singapur, Sudán, Taiwán, Tuvalu, Vanuatu, Vietnam, Wallis y Futuna, Yemen y Yibuti.
Habita en las laderas más bajas del arrecife y en sustratos aplanados. Entre los 6 y 20 m de profundidad.

## Alimentación
Los pólipos contienen algas simbióticas llamadas zooxantelas, con las cuales mantienen una relación mutualista. Las algas realizan la fotosíntesis produciendo oxígeno y azúcares que son aprovechados por los pólipos, y a su vez se alimentan de los catabolitos del coral, especialmente fósforo y nitrógeno. Esto satisface del 70 al 95% de sus necesidades alimenticias, y el resto lo obtienen atrapando microplancton y materia orgánica disuelta en la columna de agua.

## Reproducción
Las colonias producen esperma y huevos que se fertilizan en el agua. Las larvas deambulan por la columna de agua hasta que se posan y fijan en el lecho marino, una vez allí se convierten en pólipos y comienzan a secretar carbonato cálcico para construir su esqueleto, o coralito. Posteriormente, se reproducen asexualmente por gemación, dando origen a otros ejemplares, conformando así la colonia coralina.